# 英倫航空92號班機空難
1989年1月8日英倫航空92號班機於英國萊斯特郡的凱格沃思（Kegworth）東密德蘭機場緊急着陆時墜毀於附近的M1高速公路的堤圍上，造成機上47人死亡，74人受傷。

## 經過
肇事客機為一架英倫航空的波音737-400型客機，當時為新機型，機身編號為G-OBME，執行從倫敦希斯路機場至北愛爾蘭首府貝爾法斯特國際機場的定期航班，當天該机已執行了一趟來回航程。當飛機於下午7時52分從希斯路機場起飛後，92號班機遵循慣例以自動駕駛模式開始爬升至35,000呎巡航高度，當飛機飛至28,300呎高空時，飛機左引擎扇葉一小片裂離被吸入引擎，破坏了引擎內部結構并降低了引擎转速，而該機型自動駕駛模式的設計是在引擎轉速降低時自動增加該引擎的供油量以提高轉速，因此自动模式引起了引擎質量不均并产生震動，导致油料溢出產生火燄，機艙内开始能闻到煙味。由於駕駛員對於新機型的儀表判讀和空調設計缺乏充分的了解，誤判為右引擎故障，於是飞行员解除了自動駕駛模式，關閉右引擎，使用單引擎動力飛行。
右引擎關閉之後，左引擎雖故障但暫能運轉，且由於自動駕駛模式解除，左引擎不再過量供油、轉速降低，巧合地呈現震動減輕、火焰消失、機艙裡的煙味減少等穩定假象，因此駕駛員與目擊火焰消失的乘客都放松了警惕。而為安全起見，機長決定就近轉往東密德蘭機場降落。
到了降落最後步驟須增加引擎動力來調整高度的時候，左引擎又開始劇烈震動起火，數秒間左引擎完全故障停机，飛機于是失速下墜，駕駛員雖嘗試啟動右引擎但為時已晚，飛機墜落於M1高速公路旁的一條堤圍上，斷成三截并爆炸起火，此时飛機離機場跑道只剩900公尺。

## 傷亡
機上118名乘客中的39人當場死亡，8人抢救无效死亡；8名機组人員則全部生還。79名生還者當中，5人受了輕傷，其餘則受了重傷。飛機墜毀時没有撞到公路上的車輛，不過，一名途經的司機在協助拯救傷者後患上了创伤后心理压力紧张综合症。

## 原因
一号发动机因叶片设计有瑕疵而断掉，损坏了引擎。而為何肇事的機長凱文‧亨特（Kevin Hunt）當時會判斷是飛機右側的二號引擎故障導致飛機震動及冒煙？調查人員發現因為原本波音737系列飛機的二號引擎是負責控制機上的空調系統，可是從737-400客機開始，波音重新設計該套系統，使兩具引擎都負責控制，煙味致使飞行员被误导。部份機艙服務員及乘客都知道是左邊的一號引擎故障，但沒有人將此狀況告知位於駕駛室的機員，因為他們以為機員都知道是一號引擎出了問題。
當沒有問題的二號引擎被關閉後，機上震動情況及機艙內的煙霧卻巧合地改善了，這使得機員更加相信是二號引擎發生故障，而正當機員透過檢查確認先前的行動正確時，航空管制員這時通知機員降落指示，令機員最後未發現錯誤。該兩名機員很明顯未曾受過因引擎故障造成飛機震動及冒煙等問題的訓練，令他們同時判斷錯誤。但兩名機員同時判斷錯誤是很罕見的，再加上機上顯示引擎狀態的儀表亦發生故障和波音737-400的驾驶系统过于复杂，因此令當時的情況更糟。

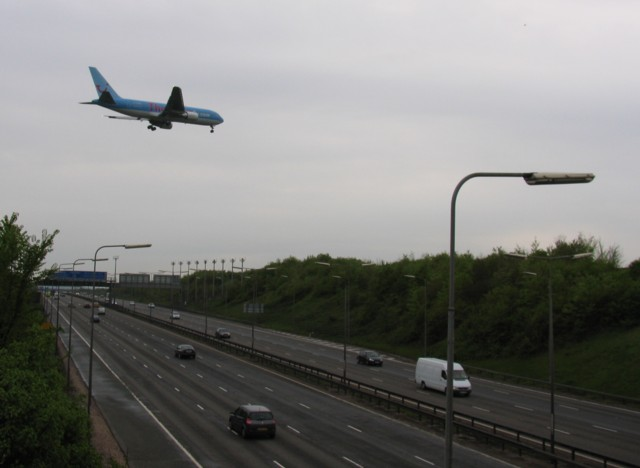
于2006年5月拍摄的是次灾难现场

## 紀錄片

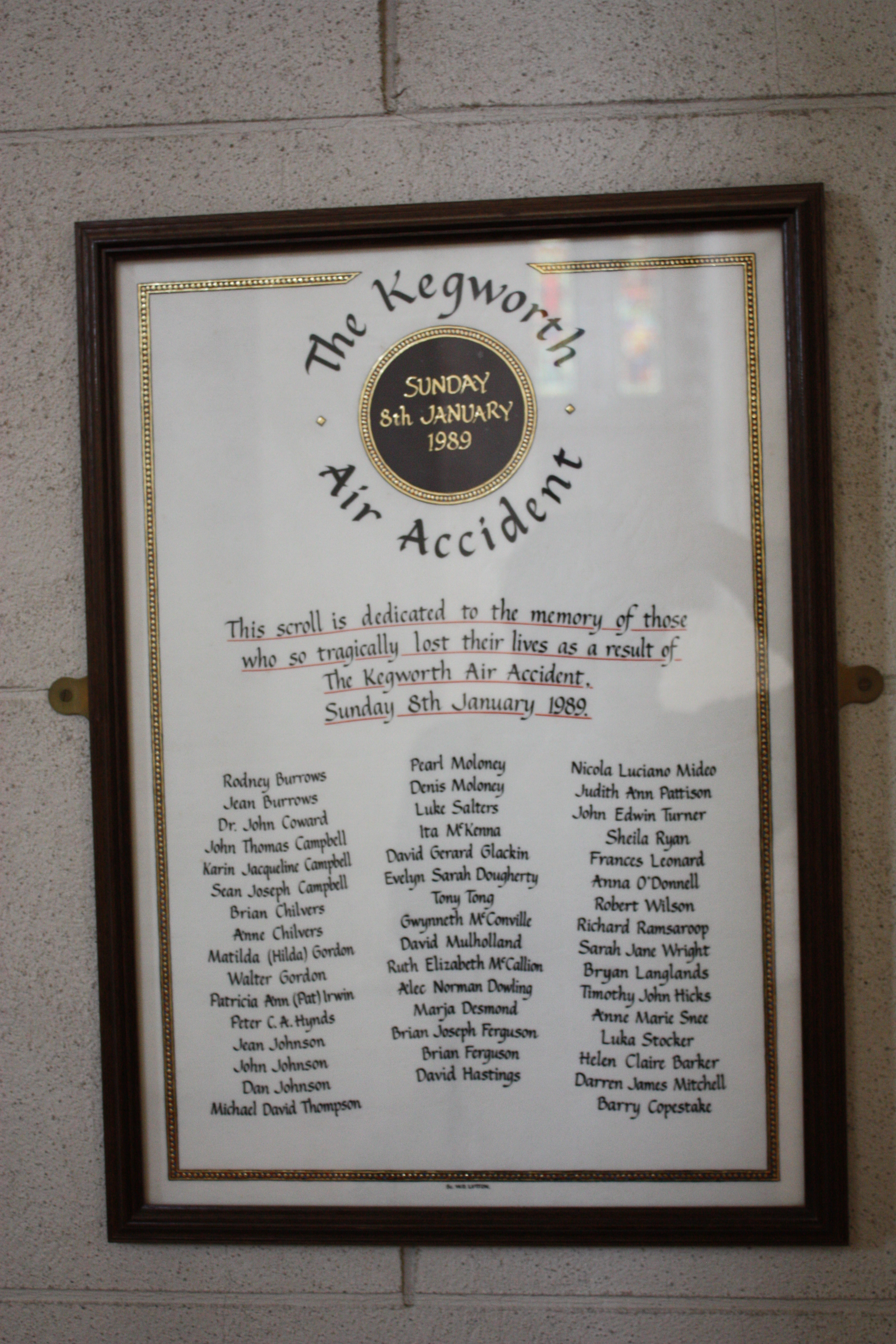
在贝尔法斯特圣安妮大教堂的纪念卷轴

英倫航空92號班機後來被輯錄成《重返危機現場》的其中一個單元，稱為「Motorway Plane Crash」（或「Freeway Plane Crash」）。
同時，英倫航空92號班機也被拍攝為《空中浩劫》第十四季第一集，名為「Choosing Sides」（一步之差）。

## 其他
- 商業客機事故列表
- 復興航空235號班機空難

## 外部連結
- 官方調查報告 （页面存档备份，存于）
- AirDisaster.Com 報告 （页面存档备份，存于）
- 墜機位置
- Aviation Safety Network報告 （页面存档备份，存于）
- 墜毀前的G-OBME，來自Airliners.net （页面存档备份，存于）